# Vrela, Cetinje
Vrela je naselje u comuna Cetinje, Muntenegru. Conform datelor de la recensământul din 2003, localitatea are 35 de locuitori (la recensământul din 1991 erau 50 de locuitori).

## Demografie
În satul Vrela locuiesc 33 de persoane adulte, iar vârsta medie a populației este de 53,4 de ani (54,2 la bărbați și 52,4 la femei). În localitate sunt 13 gospodării, iar numărul mediu de membri în gospodărie este de 2,69.
|  |

| Demografie | Demografie | Demografie |
| An         | Locuitori  | Locuitori  |
| ---------- | ---------- | ---------- |
|            |            |            |
|            |            |            |
|            |            |            |
|            |            |            |
| 1948       | 141        |            |
| 1953       | 147        |            |
| 1961       | 129        |            |
| 1971       | 68         |            |
| 1981       | 68         |            |
| 1991       | 50         | 50         |
| 2003       | 35         | 35         |

| \| Componența etnică conform recensământului din 2003[2] \| Componența etnică conform recensământului din 2003[2] \| Componența etnică conform recensământului din 2003[2] \| Componența etnică conform recensământului din 2003[2] \| Componența etnică conform recensământului din 2003[2] \| \| ----------------------------------------------------- \| ----------------------------------------------------- \| ----------------------------------------------------- \| ----------------------------------------------------- \| ----------------------------------------------------- \| \| \| \| \| \| \| \| Muntenegreni \| Muntenegreni \| \| 32 \| 91,42% \| \| necunoscută \| necunoscută \| \| 3 \| 8,57% \| |              |  |    |        |
| Componența etnică conform recensământului din 2003 |              |  |    |        |
| |              |  |    |        |
| Muntenegreni | Muntenegreni |  | 32 | 91,42% |
| necunoscută | necunoscută  |  | 3  | 8,57%  |